# Ijiraq (satélite)
Ijiraq, também conhecido como Saturno XXII, é um satélite natural prógrado de Saturno. Foi descoberto por Brett Gladman, John J. Kavelaars,  et al. em 2000, e recebeu a designação provisória S/2000 S 6. Foi nomeado em agosto de 2003 a partir de ijiraq, uma criatura da mitologia inuíte.
Ijiraq tem cerca de 12 km de diâmetro, e orbita Saturno a uma distância média de 11 367 400 km em 451,52 dias, com uma inclinação de 47,123° e uma de excentricidade de 0,4580.